# Statte
Statte – miejscowość i gmina we Włoszech, w regionie Apulia, w prowincji Tarent.
Według danych na rok 2004 gminę zamieszkiwały 14 502 osoby, 157,6 os./km².